# Schlacht von Bacente
Die Schlacht von Baçente (auch: Schlacht um den Amba Senait) fand am 2. Februar 1542 in Nordäthiopien statt. Eine portugiesische Streitmacht unter dem Befehl von Cristóvão da Gama eroberte dabei die von Muslimen des Sultanats Adal verteidigte Wallburg auf dem Amba.

## Vorgeschichte
Die Portugiesen beschlossen 1541 eine militärische Expedition nach Äthiopien zu entsenden, um den christlichen Negus Claudius gegen die Angriffe des Imams Ahmad ibn Ibrahim al-Ghazi aus dem Sultanat Adal zu unterstützen. Bis dahin hatte der Imam bereits große Teile Äthiopiens erobert und seinem Sultanat, dessen wichtigste Ethnien die Afar und Somali waren, einverleibt. Für die Expedition wurden 400 portugiesische Soldaten ausgewählt, unter ihnen 70 erfahrene Handwerker und Ingenieure, und 130 Sklaven. Diese Expeditionsstreitmacht verfügte über etwa 1.000 Arkebusen, ebenso viele Piken und etliche Mörser. Miguel de Castanhoso, der da Gama begleitete, verfasste später einen Bericht über die Expedition.
Königinwitwe Sabla Wengel, die Mutter des Negus Claudius, die sich unter da Gamas Schutz gestellt hatte, war gegen den Angriff der Portugiesen auf den muslimischen Stützpunkt, von dem aus regelmäßig das Umland überfallen wurde. Sie riet da Gama, auf ihren Sohn zu warten, der sich zu dieser Zeit mit seinen Truppen in Shoa aufhielt. Da Gama war jedoch besorgt, dass ein Zuwarten oder gar Vorbeimarschieren an dem muslimischen Stützpunkt von den örtlichen Adligen und der Bevölkerung als Schwäche angesehen würde und sie die Versorgung seiner Soldaten einstellen würden.

## Die Schlacht
Nach einem Probeangriff auf die Befestigung, der dazu diente die Stärke des Gegners einzuschätzen, befahl da Gama am folgenden Tag einen Angriff von drei Seiten. Die Aktion war ein voller Erfolg, nicht zuletzt auch deshalb, weil die Muslime über so gut wie keine Feuerwaffen verfügten. Die Portugiesen verloren nur acht Männer, während der größte Teil der Besatzung der Wallburg getötet wurde.
Keine Gnade zeigten die Sieger nach der Schlacht gegenüber den in Gefangenschaft geratenen muslimischen Verteidigern und ihren Frauen. Die Männer wurden auf Befehl da Gamas ausnahmslos hingerichtet, die Frauen, sofern es sich um Christinnen handelte, freigelassen. Die übrigen muslimischen Frauen sandte da Gama zu der Königinwitwe Sabla Wengel, die sich jedoch weigerte, sie auch nur zu sehen und ihre sofortige Hinrichtung anordnete. Die einstige Kirche, die von den Muslimen in eine Moschee umgewandelt worden war, wurde wieder als Kirche „Der heiligen Mutter Gottes des Sieges“ eingerichtet. Am folgenden Tag zelebrierte man eine Messe und die Portugiesen blieben bis Ende Februar in der Gegend.